# 趙知礼
趙 知礼（趙知禮、ちょう ちれい、519年 - 565年）は、南朝梁から陳にかけての人物。字は斉旦。本貫は天水郡顕親県。

## 経歴
梁の侯官県令の趙孝穆の子として生まれた。文学や史書を渉猟し、隷書を得意とした。太清3年（549年）、陳霸先が広州刺史の元景仲を討つにあたって、知礼は推薦を受けて、記室参軍として召された。知礼は文章を作るのが速く、その内容も明快ですぐれていたため、陳霸先の側近として信任を受けた。大宝3年（552年）、陳霸先が侯景を討つにあたって、軍を白茅湾に進めると、王僧弁とともに軍事を論述した文章を梁の元帝に上表したが、その文は知礼の作ったものであった。侯景の乱が平定されると、中書侍郎に任じられ、始平県子に封じられた。承聖3年（554年）、陳霸先が司空となると、その下で従事中郎となった。紹泰元年（555年）、晋安王蕭方智が即位すると、知礼は給事黄門侍郎に転じ、衛尉卿を兼ねた。
永定元年（557年）、陳が建国されると、通直散騎常侍となり、殿省に宿直した。まもなく散騎常侍となり、太府卿を代行し、権知領軍事をつとめた。天嘉元年（560年）、爵位は伯に進んだ。王琳の乱が平定されると、持節・都督呉州諸軍事・明威将軍・呉州刺史となった。知礼は沈着冷静で謀才があったため、軍事や国事において大きな事件があるたびに、文帝の諮問を受けた。任期を終えると、明威将軍・太子右衛率となった。右衛将軍に転じ、前軍将軍を兼ねた。天嘉6年（565年）、死去した。享年は47。侍中の位を追贈された。諡は忠といった。
子の趙允恭が後を嗣いだ。

## 伝記資料
- 『陳書』巻16 列伝第10
- 『南史』巻68 列伝第58